# 일본청서
일본청서(Sciurus lis)는 다람쥐과 청서속에 속하는 설치류의 일종이다. 일본의 토착종이다. 혼슈와 시코쿠, 규슈 섬에서 서식한다. 최근 혼슈 남부와 서부, 시코쿠에서 개체수가 감소하고 있고, 큐슈에서는 사라져 보이지 않는다. 이와 같은 지역 절멸 상태는 사람들에 의한 숲 파편화의 영향으로 추정된다.